# Estanzuela, Puebla
Estanzuela är en ort i Mexiko.   Den ligger i kommunen Zapotitlán och delstaten Puebla, i den sydöstra delen av landet, 220 km sydost om huvudstaden Mexico City. Estanzuela ligger 2 291 meter över havet och antalet invånare är 243.
Terrängen runt Estanzuela är huvudsakligen kuperad. Estanzuela ligger uppe på en höjd. Runt Estanzuela är det mycket glesbefolkat, med 5 invånare per kvadratkilometer. Närmaste större samhälle är Zaragoza, 10,9 km nordost om Estanzuela. Trakten runt Estanzuela består i huvudsak av gräsmarker.